# Мансо де Веласко, Хосе Антонио
Хосе Антонио Мансо де Веласко-и-Санчес де Саманьего (исп. José Antonio Manso de Velasco y Sánchez de Samaniego, primer Conde de Superunda; 1688, Торресилья-эн-Камерос — 7 мая 1767, Гранада) — испанский военный и политический деятель. Занимал пост губернатора Чили (1737—1744) и вице-короля Перу (1745—1761).

## Губернатор Чили

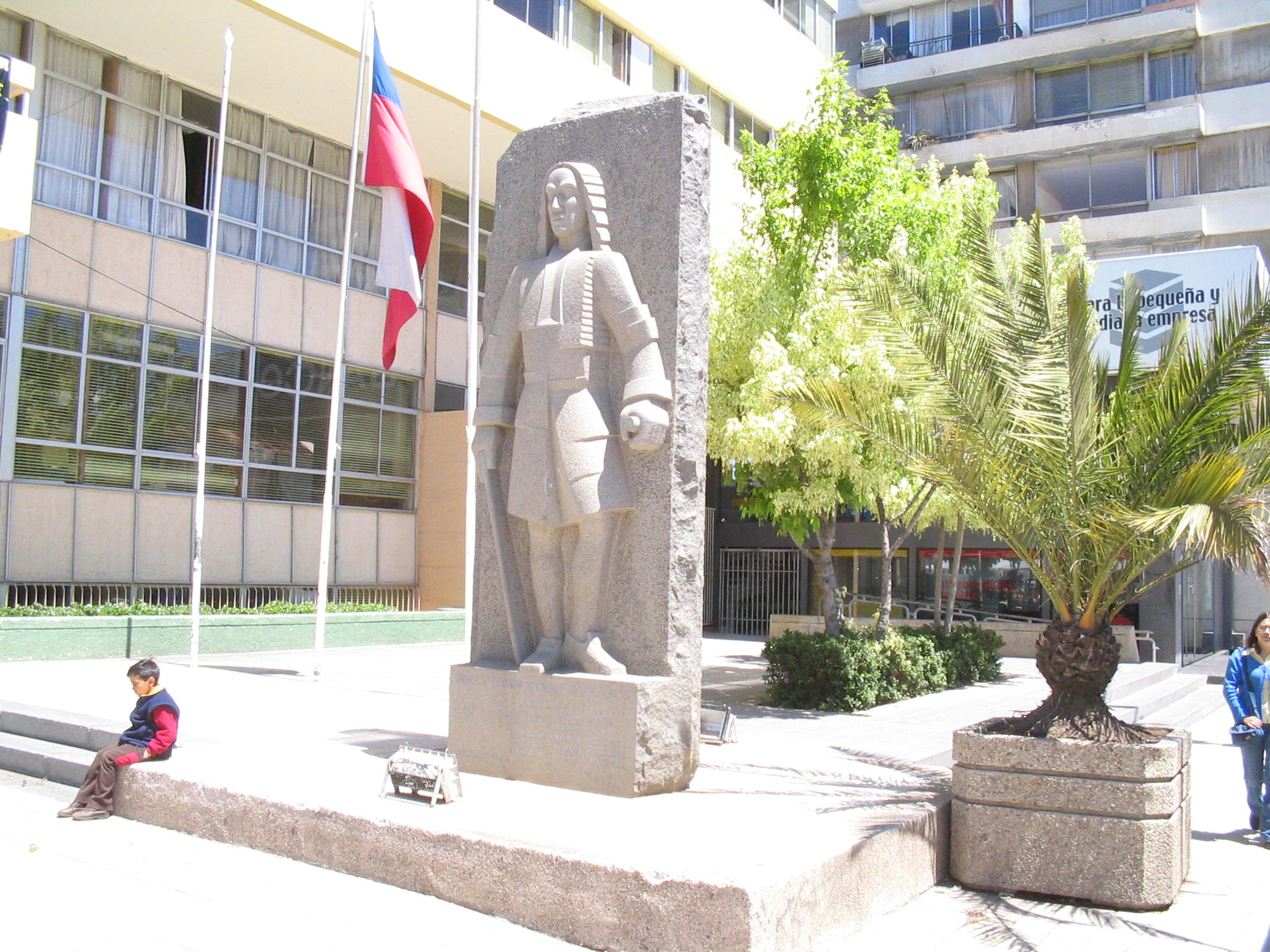
Памятник губернатору Чили в городе Ранкагуа.

Хосе Мансо де Веласко с ноября 1737 по июнь 1744, за свой срок осуществил целый ряд проектов и усовершенствований. При нём были сооружены волнорезы и построены ирригационные каналы на реке Мапочо.
При нём был восстановлен разрушенный землетрясением город Вальдивия. Также им был подписан мирный договор с Арауканами.
Во время его руководством региона были основаны несколько городов, ниже приведены их современные названия, в скобках названия, данные Хосе Мансо.
- Каукенес — 1742 (Нуэстра Сеньора да лас Мерседес исп. Nuestra Señora de las Mercedes)
- Копьяпо — 1744 (Сан Франсиско да ла Сельва исп. San Francisco de la Selva)
- Курико — 1743 (Сан Хосе де Буэна Виста исп. San José de Buena Vista)
- Мелипилья — 1742 (Сан Хосе де Логроньо исп. San José de Logroño)
- Ранкагуа — 1743 (Санта Крус де Триана исп. Santa Cruz de Triana)
- Сан-Фелипе — 1740
- Сан-Фернандо — 1742 (Сан Фернандо де Тиньгиририка исп. San Fernando de Tinguiririca)
- Талька — 1742 (Сан Августин да Талька исп. San Agustín de Talca)

Эффективность его работы была замечена в Мадриде, и он был направлен королём Фердинандом VI на более престижную должность вице-короля Перу. Это был первый такой перевод с высшей должности Чили в Перу, впоследствии в Испании не раз прибегнут к таким назначениям.

### Вице-король Перу
На пост вице-короля Перу Хосе Мансо де Веласко был назначен в 1745 году, и пребывал на этом посту до 1761 года. Наиболее важным событием в его правление стало землетрясение в Лиме, произошедшее в 1746 году, в эти трагические дни вице-король проявил себя как настоящий лидер.
10 февраля 1747 года Хосе Мансо де Веласко основал в Перу город Беллависта.
30 мая 1755 года в Лиме было начато строительство кафедрального собора.

## Землетрясение в Лиме
28 октября 1746 года, около 22:30 вечера в Лиме и окрестностях произошло сильнейшее землетрясение, которое привело к огромным человеческим и материальным потерям. Толчки продолжались в течение 3—6 минут, а их сила по современным оценкам составляла 10—11 единиц по шкале Меркалли. Толчки продолжались в течение следующих двух месяцев.
В Лиме, как сообщалось, из 60000 жителей погибли 1141, целыми остались только 25 зданий. В Кальяо образовавшееся после землетрясения цунами высотой 17 метров проникло вглубь континента на 5 километров, из 5000 жителей города в живых осталось лишь 200. Считается, что такое большое количество жертв от землетрясения могло быть из-за того, что оно произошло поздно вечером и большинство населения уже спали. Вслед за землетрясением в регионе началась паника и голод.
В результате этих событий в Перу были изменены строительные нормы, если можно применить этот термин к XVIII веку. Большинство частных построек в вице-королевстве возводились из обмазанного глиной плетёного кустарника, в дальнейшем было решено строить жилища из более гибких и устойчивых материалов.

## Последующая жизнь
Престарелый Хосе Мансо де Веласко обратился к королю с просьбой об отставке с поста вице-короля, король удовлетворил его просьбу в 1761 году. Путь бывшего вице-короля домой пролегал через порт Гаваны, но в это время Гавана некстати была осаждена англичанами. Губернатор Кубы назначил Хосе Мансо де Веласко, как номинально старшего военного чиновника на острове, главой военного совета. Таким образом 74-летний Веласко возглавил оборону города, но из-за плохо обученных войск и плохого вооружения испанские войска потерпели поражение, сдав город после 67 дней обороны.
Захваченный англичанами в плен, он был доставлен в Кадис, в Испании на него была возложена ответственность за бесславное поражение, которое понесли испанцы на Кубе. Он был подвергнут судебному преследованию, военный трибунал приговорил его к отстранению от военной службы на сто лет и заключение в городе Гранада, где он и умер в 1767 году в возрасте 79 лет.